# 怀群镇
怀群镇，是中华人民共和国广西壮族自治区河池市罗城仫佬族自治县下辖的一个乡镇级行政单位。

## 行政区划
怀群镇下辖以下地区：
怀群社区、东安村、泗岸村、剑江村、果敢村、伦洞村、加碗村、虾洞村、自求村和耕尧村。